# Олександр I (король Шотландії)
Олександр І (1078 — 23 квітня 1124) — король Шотландії із 1107, відомий під іменем Лютий. Син королеви Маргарити Шотландської, онук королеви Агати Київської та праонук Великого князя Київського Ярослава Мудрого.

## Біографія

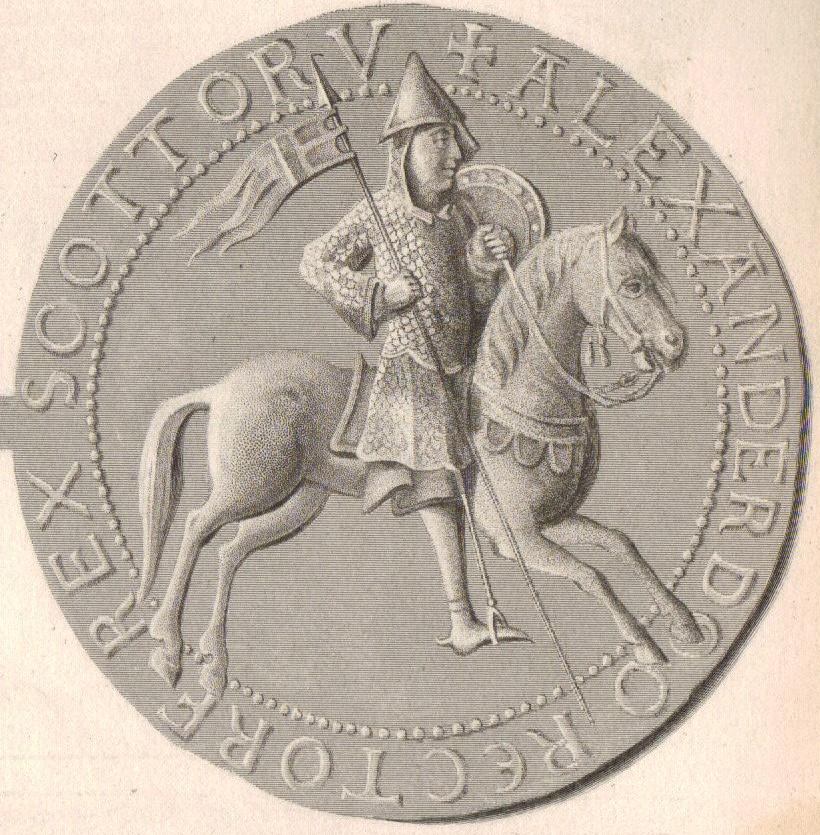
Олександр І (король Шотландії)

Четвертий син короля Малкольма III від його дружини Св. Маргарити Шотландської, онуки Ярослава Мудрого та внучатої племінниці Едуарда Сповідника. Олександра назвали на честь папи римського Олександра II.
Правив на землях на півночі від рік Форт і Клайд, а його брат і спадкоємець Девід — на південь від цих рік. Він допомагав Генріхові I Англійському в його кампанії проти Уельсу — 1114, але відстояв незалежність шотландському церкви.

## Генеалогія
Олександр I веде свій родовід, в тому числі, й від Великих князів Київських Володимира Святого та Ярослава Мудрого.